# نادي شباب حوارة
نادي شباب حوارة الرياضي هو نادي رياضي أردني مقره في منطقة حوارة، الأردن. يعرف النادي ببرامج كرة القدم وكرة السلة. ويتنافس حالياً في دوري الدرجة الأولى الأردني، وهو المستوى الثاني لكرة القدم الأردنية .

## تاريخه
يعرف نادي شباب حوارة باستضافة حملات خيرية بهدف رفع مستوى الحركة الرياضية والشبابية في محافظة إربد.
تم ذكر فاروق الشطناوي كرئيس للنادي عام 2011.
استضاف مقر نادي شباب حوارة اجتماعا ضم 14 ناديا من أصل 16 ناديا في دوري الدرجة الثانية الأردني، حيث ألمحوا إلى إعادة النظر في مشاركتهم في الدوري في ظل معاناتهم من ضائقة مالية كبيرة.
شارك النادي في بطولة كأس الأردن لكرة القدم 2021، حيث خسر بنتيجة 4-0 أمام نادي الوحدات الأردني.
في 30 يوليو 2022، أعلنت شركة Apple Blue عن رعايتها لنادي شباب حوارة. 
كان راتب الشطناوي رئيسًا لنادي شباب حوارة. كما قاد المناقشات الإعلامية التي تمثل أندية دوري الدرجة الثانية الأردنية في استعادة الدعم السنوي الذي كان يقدمه الاتحاد الأردني لكرة القدم لهذه الأندية. 
على إثر ذلك تراجعت أندية الدرجة الثانية عن قرارها بإيقاف مشاركتها في الدوري، بعد أن قرر اتحاد الكرة زيادة الدعم المالي لها إلى 9500 دينار بشكل سنوي.

## روابط خارجية
- نادي شباب حوارة - Soccerway
- نادي شباب الحوار - الاتحاد الاردني لكرة القدم
- نادي شباب حوارة - كوورة